# Saint-Pierre-de-Côle
Saint-Pierre-de-Côle – miejscowość i gmina we Francji, w regionie Nowa Akwitania, w departamencie Dordogne.
Według danych na rok 1990 gminę zamieszkiwały 464 osoby, a gęstość zaludnienia wynosiła 23 osób/km² (wśród 2290 gmin Akwitanii Saint-Pierre-de-Côle plasuje się na 738. miejscu pod względem liczby ludności, natomiast pod względem powierzchni na miejscu 522.).